# Era Genji
L'Era Genji (元治) fou una era japonesa que succeí l'era Bunkyū i precedí l'era Keiō, estant vigent des del 27 de març de 1864 fins l'1 de maig de 1865. L'Emperador que regnà durant aquesta era fou l'Emperador Komei.

## Etimologia
El nom de l'era, Genji, prové del llibre taoista de l'I Ching i vol dir "govern" o "domini original". La nova era i el seu nom van ser creats per tal de marcar i definir la fi de l'era Bunkyû i l'inici d'un nou cicle de seixanta anys al zodiac xinès. El nom de l'era no s'ha de confondre amb el Genji monogatari, amb el qual no té cap relació.

## Esdeveniments
- 27 de març de 1864 (Bunkyû 4/Genji 1): Finalitza l'any 4 de l'era Bunkyū i comença l'any d'inici de l'era Genji.
- 8 de juliol de 1864 (Genji 1): Té lloc l'incident d'Ikedaya, a Kyoto.
- 12 d'agost de 1864 (Genji 1): Sakuma Shōzan és assassinat per membres del moviment sonno joi a Kyoto amb 53 anys mentres viatjava des d'Edo a la capital imperial servint les ordres del bakufu.[3][4]
- 5 de setembre de 1864 (Genji 1): Té lloc el bombardeig de Shimonoseki.
- 1 de maig de 1865 (Genji 2/Keiô 1): Finalitza l'era Genji donant pas a la nova era Keiō.

## Taula de conversió
| Genji | 1    | 2    |
| ----- | ---- | ---- |
| AD    | 1864 | 1865 |